# Harmadik artois-i csata
A harmadik artois-i csata 1915 szeptemberében és októberében zajlott Franciaország északi részén a támadó brit és a védekező császári német csapatok között. A csata a nagyszámú áldozat és a felvonultatott haditechnika ellenére nem hozott változást a nyugati fronton.

## Előzmények
1915 nyarán Olaszország hadba lépett a központi hatalmak ellen. A keleti front stabilizálódott. Szalonikiben és Gallipolinál antant-erők szálltak partra, a britek előre nyomultak Palesztinában és Mezopotámiában is. Úgy tűnt, hogy a központi hatalmakat sikerült egy harapófogóba fogni, melynek szorítása nyomán hamarosan az egész szövetség összeomlik. Miközben Németország csapatai szétszóródtak egész Európában, addig az angol-francia szövetség a világ valaha volt legnagyobb katonai koncentrációját építette ki a nyugati fronton.

## Stratégia
Az antant katonai és politikai vezetése bízvást remélhette, hogy 1915 őszén megtörni sikerülhet a központi hatalmak haderejét. E cél érdekében összehangolt támadást kezdeményeztek az antant minden frontján. 1915 júliusában az antant államai Franciaországban tartották meg vezetői értekezletüket, melyben döntöttek a nagy őszi támadás részleteiről. Összehangolt hadműveleteket terveztek a keleti, a nyugati és az olaszországi fronton.
A britek számára kijelölt támadási zóna a Somme folyótól északra, Artois-ban volt. A britek feladata az volt, hogy a német vonalakon áttörve délkelet felé fordulva egyesüljenek a Champagne-ból támadó francia csapatokkal, ezzel kiszorítva a német csapatokat a francia földről és jó lehetőséget teremtve a belgiumi német csapatok hátbatámadásához.

## Taktika
Az 1915-ös év első felének sikertelen nyugati támadásai nyomán az antant hadvezérei új taktikát dolgoztak ki a német vonalak áttörésére. Az új taktika három ponton lényegesen eltért az addig alkalmazott "tüzérségi tűz-gyalogos roham" taktikától.

- Repülőgépekkel támadták a német frontok mögött elhelyezkedő vasútvonalakat és vasúti hidakat, hogy a  német utánpótlási vonalakat elvágják és zavarják az erősítések frontra szállítását.
- A tüzérségi tűz az előzőeknél rövidebb ideig tartott és jóval koncentráltabb volt. A gyalogsági roham indulásakor nem szűnt meg, hanem a rohamozók előtt haladva az ellenség második védvonalát vette célba.
- A támadó osztagok több hullámban érkeztek az ellenség vonalaihoz. Az első hullám az ellenállást küzdötte le, míg a második hullám rohamot intézett a második védővonal ellen. (Ez a cinikus taktika eleve számolt az első hullámban érkező katonákat érő óriási veszteségekkel.)

## Harcok

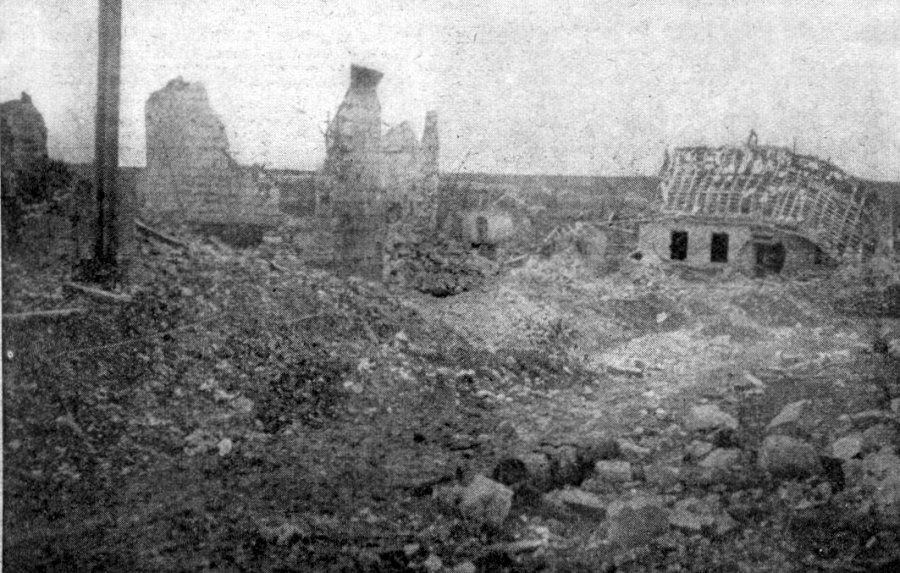
Carency városka a brit ostrom után

Az 1. angol hadsereg és a 10. francia hadsereg északi szárnya készült fel a németek elleni támadásra. 29 gyalogos hadosztály mellett 1 francia lovashadosztály is részt vett a csapásban. A németek 14 gyalogos hadosztállyal védekeztek. Több mint 2000 löveg zárótüzével szeptember 22-én kezdődött meg az antant támadása. A németek azonban a támadás első napján a frontvonal belőtt részén lévő csapataikat visszaparancsolták a második védelmi zónába. A brit ágyúk tüze csak az üresen maradt bunkereket érte.

Szeptember 25-én rohamra indult a brit gyalogság és szinte harc nélkül vette be az üresen maradt német árkokat. A második vonalat azonban hiába kezdte lőni a tüzérség, ott a német védelem megszilárdult és a britek óriási emberáldozatok árán sem tudták a vonalakat áttörni.

A brit támadás tanulsága, hogy a nyugati fronton még kétszeres emberfölénnyel és elsöprő tüzérségi előkészítéssel sem lehet áttörést kiharcolni. A további áttörésekhez a második vonalakat támadó gyalogság jobb irányítására, a tüzérség gyors előrébb helyezésére és a második védelmi vonal azonnali és pontos belövésére, tűzirányításra lett volna szükség. Ez azonban a kor technikai színvonalán nem volt lehetséges.
A britek hiábavaló támadása október 14-én befejeződött.